# Gino Giacomini
Gino Giacomini (* 27. Dezember 1878 in Borgo Maggiore; † 19. Februar 1962 in der Stadt San Marino) war ein Politiker aus San Marino, der unter anderem zwischen 1945 und 1957 Außenminister war.

## Leben
Gino Giacomini gehörte nach dem Faschismus vom 28. Juli bis zum 16. September 1943 dem ersten Kabinett als Mitglied an und wurde bei den Parlamentswahlen vom 5. September 1943, den ersten nach dem Ende des Faschismus in San Marino, des Weiteren Mitglied des Großen und Allgemeinen Rates (Consiglio Grande e Generale) und gehörte diesem in der 11., 12., 13., 14., 15. und der 16. Legislaturperiode bis zu seinem Ausschluss 1960 an, wobei er seit dem 11. März 1945 das Freiheitskomitee CdL (Comitato della Libertà) sowie seit dem 16. September 1951 die Sozialistische Partei PSS (Partito Socialista Sammarinese) vertrat. Er gehörte vom 10. Februar bis zum 24. März 1945 dem fünften Kabinett an, das als Übergangsregierung (Consiglio di Reggenza) amtierte. 
Am 24. März 1945 wurde er als Außenminister und Minister für politische Angelegenheiten (Segretario di Stato per gli Affari Esteri e Politici) in das sechste Kabinett berufen und bekleidete das Amt des Außenministers auch im siebten Kabinett (17. März 1949 bis 30. Juni 1951), im achten Kabinett, welches zwischen dem 30. Juni und dem 23. September 1951 als Notstandsregierung amtierte, im neunten Kabinett (25. September 1951 bis 16. September 1955) sowie im zehnten Kabinett (16. September 1955 bis 23. Oktober 1957). Die seit Kriegsende gemeinsam regierenden Kommunistische Partei PCS (Partito Comunista Sammarinese) und PSS setzten auch nach der Parlamentswahl 1955, bei der sie zusammen 35 von 60 Sitzen erhielten, ihre Zusammenarbeit fort. Nachdem die Regierung am 18. September 1957 durch den Austritt von fünf PSS- und einem PCS-Abgeordneten die Mehrheit verloren hatte, kam es zu einer Verfassungskrise. Die bisherige Opposition, die inzwischen über 31 Sitze im Parlament verfügte, ernannte eine provisorische Regierung (comitato esecutivo), der Federigo Bigi, Giovanni Zaccaria Savoretti, Pietro Giancecchi und Alvaro Casali angehörten. Die provisorische Regierung zog sich in das grenznahe Rovereta zurück. Nachdem Italien im Zuge der Auseinandersetzungen von Rovereta (Fatti di Rovereta) die Grenzen abriegelte und ein Einmarsch drohte, gab die alte Regierung auf. Am 23. Oktober 1957 wurde eine neue Regierung (Congresso di Stato) vom Parlament (Consiglio Grande e Generale) gewählt.

## Hintergrundliteratur
- Friedrich Kochwasser: San Marino. Die älteste und kleinste Republik der Welt, Erdmann, Herrenalb im Schwarzwald 1961
- Fabio Foresti: Quella nostra sancta libertà. Lingue, storia e società nella Repubblica di San Marino, Biblioteca e ricerca, Quaderni della Segretaria di Stato per la Pubblica Istruzione, Affari Sociali, Istituti Culturali e Giustizia 6. Aiep, San Marino 1998, ISBN 88-86051-66-2
- Domenico Gasperoni: I Governi di San Marino. Storia e personaggi, AIEP Editore, Serravalle 2015, ISBN 978-88-6086-118-4
- Verter Casali: Gino Giacomini. Una vita intensa, 2 Bände, Fondazione XXV Marzo, 2016/2017, ISBN 978-88-9090-831-6 (Band 1), ISBN 978-88-9090-830-9 (Band 2)